# Маннио, Ари
Ари Пекка Маннио (фин. Ari Pekka Mannio; род. 23 июля 1987, Лехтимяки, Финляндия) — финский метатель копья, член сборной Финляндии на летних Олимпийских играх 2016 года.

## Биография
Родился 23 июля 1987 года в Лехтимяки, в Финляндии.
На Чемпионате Европы по лёгкой атлетике 2012 в Хельсинки завоевал бронзовую медаль, принеся единственную медаль сборной Финляндии.
На Олимпийских играх 2012 года показал 11-й результат.